# جون جوزيف فيتزباتريك
جون جوزيف فيتزباتريك (بالإنجليزية: John Joseph Fitzpatrick)‏ هو كاهن كاثوليكي أمريكي، ولد في 12 أكتوبر 1918 في أونتاريو في كندا، وتوفي في 15 يوليو 2006 في براونزفيل في الولايات المتحدة.